# William Macario
William Macario, mais conhecido como William Patolino ou simplesmente Patolino (Rio de Janeiro, 1 de julho de 1991) é um lutador brasileiro de artes marciais mistas. Patolino foi finalista do The Ultimate Fighter: Brasil 2.

## Carreira no MMA
Patolino fez sua estréia no MMA profissional contra Gilmar Souza Milhorance em 15 de Agosto de 2010 no Gringo Super Fight 2 e venceu por nocaute técnico com menos de um minuto do primeiro round. Em seu país natal, o Brasil, Macario construiu o perfeito recorde de 6 vitórias e 0 derrotas, ganhando assim uma chance no The Ultimate Fighter: Brasil 2.

### The Ultimate Fighter
Em 7 de Março de 2013, foi anunciada a lista dos primeiros 28 lutadores que lutariam por uma vaga na casa do The Ultimate Fighter: Brasil 2, entre eles estava Patolino.
Na luta que valia uma vaga na casa, Patolino derrotou Roberto Corvo por interrupção médica no primeiro round causada por uma cotovelada e garantiu uma vaga na casa. Patolino foi a sexta escolha de Antônio Rodrigo Nogueira para a Equipe Nogueira.
Nas oitavas de final, Patolino enfrentou Thiago de Lima Santos e venceu por decisão unânime, nas quartas de final enfrentou Tiago Alves e venceu por nocaute técnico no primeiro round.
Nas semifinais, Patolino enfrentou o último lutador na competição da Equipe Werdum, Viscardi Andrade. Patolino venceu por nocaute técnico no terceiro round. Seu adversário na final seria seu companheiro de equipe Santiago Ponzinibbio, porém uma lesão sofrida em sua última luta na casa o tirou da luta, seu adversário foi Leonardo Santos.

### Ultimate Fighting Championship
Patolino enfrentou Leonardo Santos em 8 de Junho de 2013 no UFC on Fuel TV: Nogueira vs. Werdum, na final do The Ultimate Fighter: Brasil 2. Patolino perdeu por finalização no segundo round.
Patolino enfrentou Bobby Voelker em 28 de Dezembro de 2013 no UFC 168 e venceu por decisão unânime em uma performance incrível.
Patolino era esperado para enfrentar Neil Magny em 10 de Maio de 2014 no UFC Fight Night: Brown vs. Silva. Porém, uma lesão o tirou da luta e ele foi substituído por Tim Means.
A luta entre Patolino e Magny foi remarcada para 25 de Outubro de 2014 no UFC 179 e William foi derrotado por nocaute técnico no terceiro round.
Patolino agora enfrentou Matt Dwyer no dia 22 de Fevereiro de 2015 no UFC Fight Night: Pezão vs Mir e perdeu novamente, dessa vez por nocaute no primeiro round.
Macario era esperado para enfrentar Brendan O'Reilly em 14 de Novembro de 2015 no UFC 193. No entanto, uma lesão o tirou da luta, sendo substituído por James Moontasri.

#### Demissão
No dia 19 de outubro de 2015, Patolino foi demitido do UFC.

## Cartel no MMA
| Cartel no MMA   |            |            |
| 11 lutas        | 8 vitórias | 3 derrotas |
| Por nocaute     | 6          | 2          |
| Por finalização | 1          | 1          |
| Por decisão     | 1          | 0          |

| Res.    | Cartel | Oponente                | Método                           | Evento                              | Data       | Round | Tempo | Local                | Notas                  |
| ------- | ------ | ----------------------- | -------------------------------- | ----------------------------------- | ---------- | ----- | ----- | -------------------- | ---------------------- |
| Vitória | 9-3    | Handesson Ferreira      | Decisão(Dividida)                | Fight2Night 2                       | 28/04/2017 | 3     | 5:00  | Foz do Iguaçu,Paraná |                        |
| Vitória | 8-3    | Bojan Kosednar          | Nocaute (socos)                  | Fight2Night 1                       | 04/11/2016 | 1     | N/A   | Rio de Janeiro       |                        |
| Derrota | 7-3    | Matt Dwyer              | Nocaute (superman punch)         | UFC Fight Night: Pezão vs. Mir      | 22/02/2015 | 1     | 3:14  | Porto Alegre         |                        |
| Derrota | 7-2    | Neil Magny              | Nocaute Técnico (socos)          | UFC 179: Aldo vs. Mendes II         | 25/10/2014 | 3     | 2:40  | Rio de Janeiro       |                        |
| Vitória | 7-1    | Bobby Voelker           | Decisão (unânime)                | UFC 168: Weidman vs. Silva II       | 28/12/2013 | 3     | 5:00  | Las Vegas, Nevada    |                        |
| Derrota | 6-1    | Leonardo Santos         | Finalização (triângulo de braço) | UFC on Fuel TV: Nogueira vs. Werdum | 08/06/2013 | 2     | 4:43  | Fortaleza            | Final do TUF Brasil 2. |
| Vitória | 6-0    | Paulo Silva             | Finalização (mata leão)          | Ibiuna Fight                        | 30/06/2012 | 1     | 1:56  | Ibiúna               |                        |
| Vitória | 5-0    | Roger Berger            | Nocaute Técnico (socos)          | WOCS 17                             | 17/12/2011 | 1     | 2:40  | Rio de Janeiro       |                        |
| Vitória | 4-0    | Gabriel Monkey          | Nocaute Técnico (socos)          | Rio FC 5                            | 26/03/2011 | 2     | 0:46  | Rio de Janeiro       |                        |
| Vitória | 3-0    | Lucas Rosa de Almeida   | Nocaute Técnico (socos)          | Rio FC 4                            | 29/01/2011 | 1     | 1:54  | Rio de Janeiro       |                        |
| Vitória | 2-0    | Romulo Silva            | Nocaute Técnico (socos)          | BPTC - K-1 Super Kombat 2           | 27/11/2010 | 1     | 1:30  | São João de Meriti   |                        |
| Vitória | 1-0    | Gilmar Silva Milhorance | Nocaute Técnico (socos)          | Gringo Super Fight 2                | 15/08/2010 | 1     | 0:35  | Nova Iguaçu          |                        |